# نيلسون فيرنانديز
نيلسون فيرنانديز (3 أغسطس 1946 في البرتغال - ) هو لاعب كرة قدم برتغالي في مركز الوسط. شارك مع منتخب البرتغال لكرة القدم. أما مع النوادي، فقد لعب مع سبورتينغ لشبونة ونادي بنفيكا ونادي فارزيم ونادي ماريتيمو وسالجويروس ‏ ونادي ليسا ‏ ونادي تيرسينس ‏ وSC Vianense ‏ ونادي بورتيمونينسي.

## وصلات خارجية
- نيلسون فيرنانديز على موقع قاعدة بيانات كرة القدم.إي يو (الإنجليزية)
- نيلسون فيرنانديز على موقع عالم كرة القدم.نت (الإنجليزية)